# Zawciąg pospolity
Zawciąg pospolity, zawciąg nadmorski (Armeria maritima) – gatunek rośliny należący do rodziny ołownicowatych. Jest bardzo zmienny – wyróżnia się w jego obrębie 8-10 podgatunków, uważanych zresztą czasem za odrębne gatunki. Zmienność dotyczy bardziej preferencji ekologicznych i różnic w rozmieszczeniu niż cech morfologicznych. W szerokim ujęciu zasięg gatunku obejmuje strefę klimatu umiarkowanego i arktycznego na półkuli północnej (Europa, Azja, Ameryka Północna). Z Polski podawane są trzy podgatunki, spośród których rozpowszechniony jest tylko łyżeczkowaty (A. maritima subsp. elongata). Podgatunek Hallera (A. maritima subsp. halleri) jest rośliną galmanową. Zawciąg pospolity uprawiany bywa jako roślina ozdobna, poza tym ma niewielkie znaczenie jako niskiej jakości roślina pastewna i potencjalna roślina jadalna.

## Rozmieszczenie geograficzne
Zasięg ogólny gatunku obejmuje głównie wybrzeża Oceanu Arktycznego oraz północne wybrzeża Pacyfiku i Atlantyku. Poza tym występuje on na rozległym obszarze Europy Środkowej oraz w górach Europy południowej. W obrębie zasięgu ogólnego na różnych obszarach występują różne podgatunki.
- A. maritima subsp. maritima – od południowych wybrzeży Grenlandii, poprzez wybrzeża Islandii i Wysp Brytyjskich po atlantyckie wybrzeża Europy kontynentalnej od północno-zachodniej Hiszpanii po Skandynawię[9]. Gatunek podawany z wybrzeża bałtyckiego także w granicach Polski[8], jednak niektórzy autorzy nie uznają tej informacji za potwierdzoną[10],
- A. maritima subsp. barcensis (Simonk.) P.Silva – endemit rumuński[11],
- A. maritima subsp. californica (Boiss.) Porsild – wschodnie wybrzeża Ameryki Północnej od Kalifornii na północ, dookoła Alaski, na Aleutach oraz na pacyficznych wybrzeżach Rosji[7][9],
- A. maritima subsp. elongata (Hoffm.) Bonnier – Islandia i Wyspy Brytyjskie oraz Europa środkowa od Francji po południową Finlandię i zachodnią Rosję. W Polsce takson rozpowszechniony w części zachodniej kraju, coraz rzadszy w kierunku północno-wschodnim i południowo-wschodnim, gdzie zanika[12],
- A. maritima subsp. halleri (Wallr.) Rothm. – Europa od Hiszpanii, przez Francję, Niemcy, do Polski[11], skąd znany jest tylko z okolic Olkusza[8][10],
- A. maritima subsp. interior (Raup) Porsild – stwierdzony tylko przy południowych brzegach jeziora Athabaska w Kanadzie[7],
- A. maritima subsp. purpurea (Koch) Á.Löve & D.Löve – relikt glacjalny znany z Alp[13],
- A. maritima subsp. sibirica (Turcz. ex Boiss.) Nyman – podgatunek o zasięgu okołobiegunowym[7].

## Morfologia

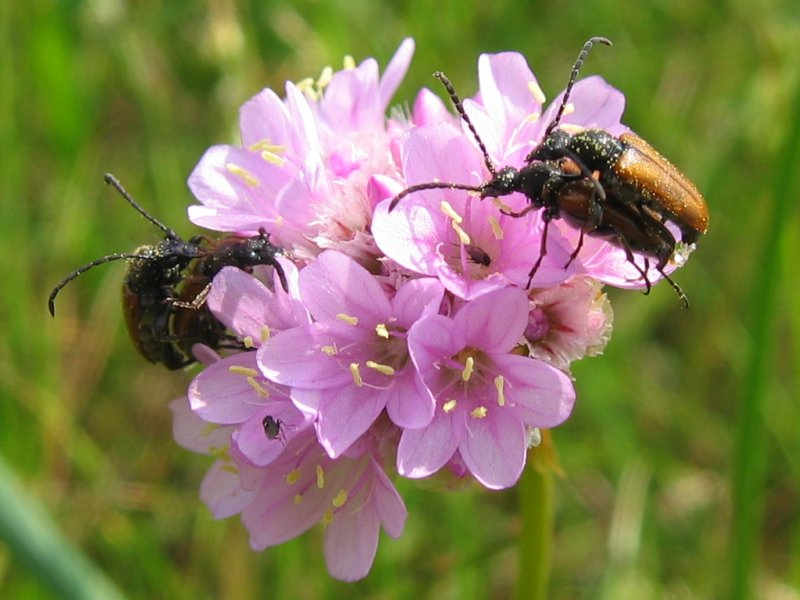
Kwiatostan z przenoszącymi pyłek przedstawicielami kózkowatych – zmorsznikiem małym

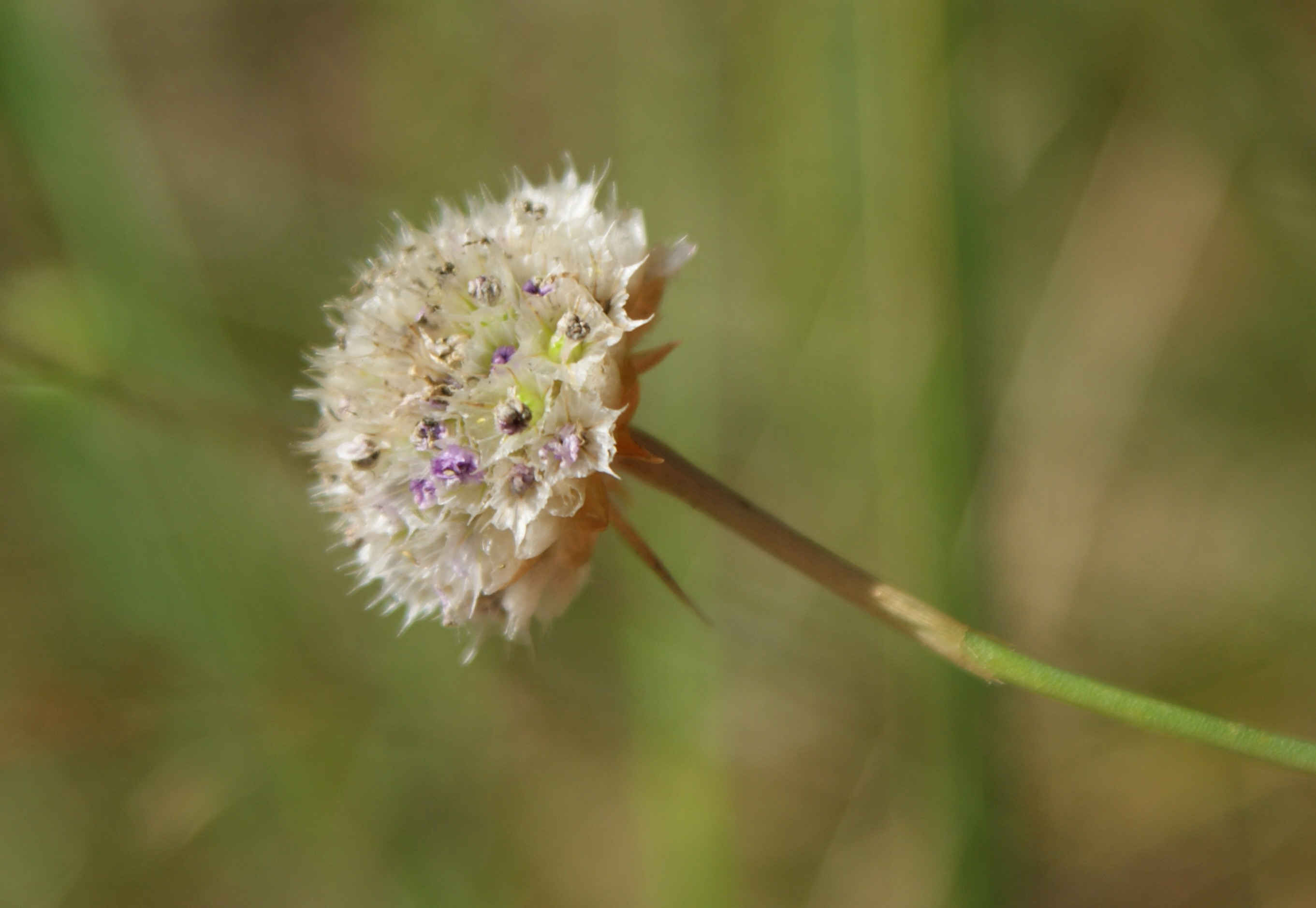
Owocostan

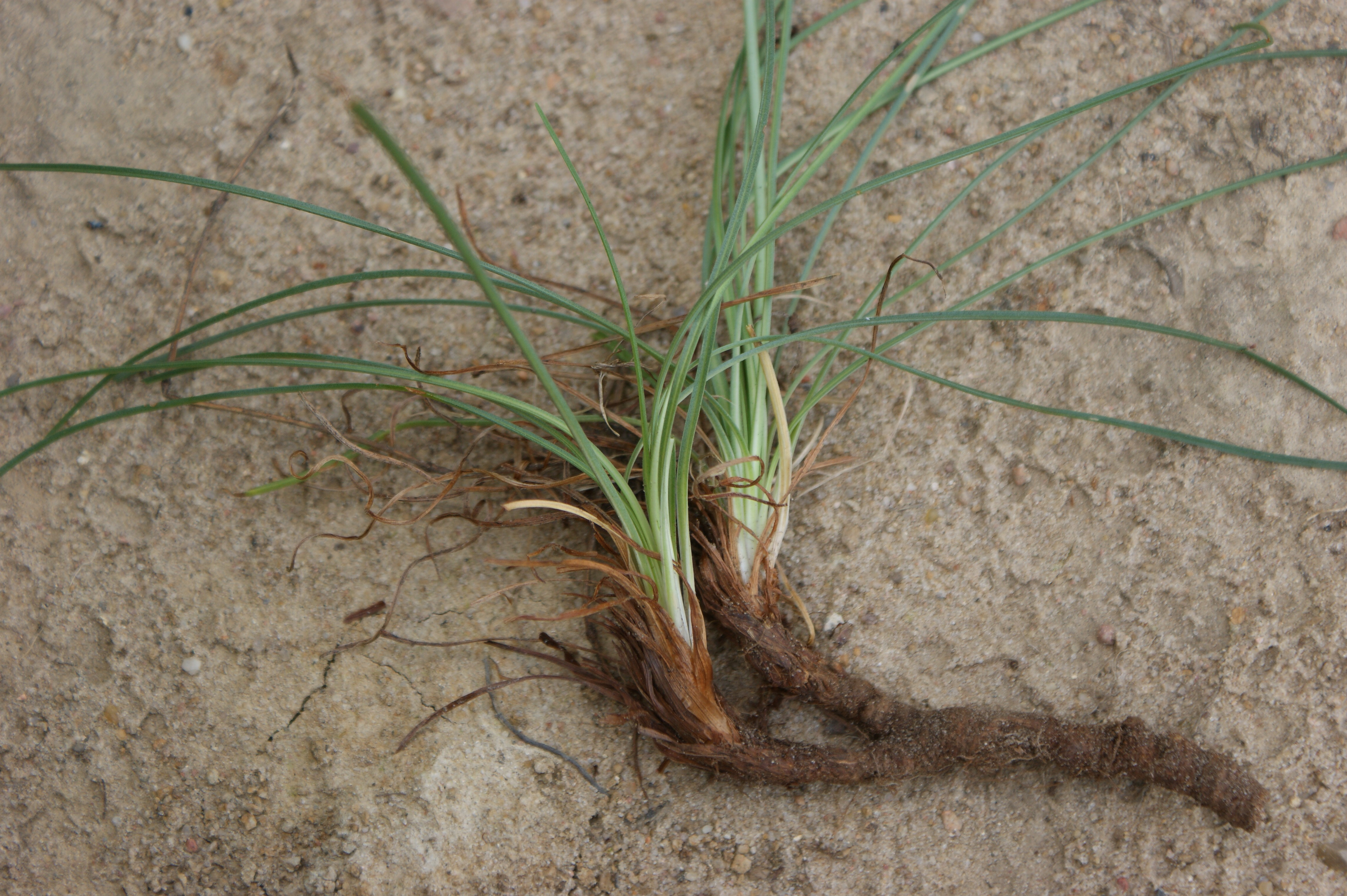
Kłącze i rozeta liści
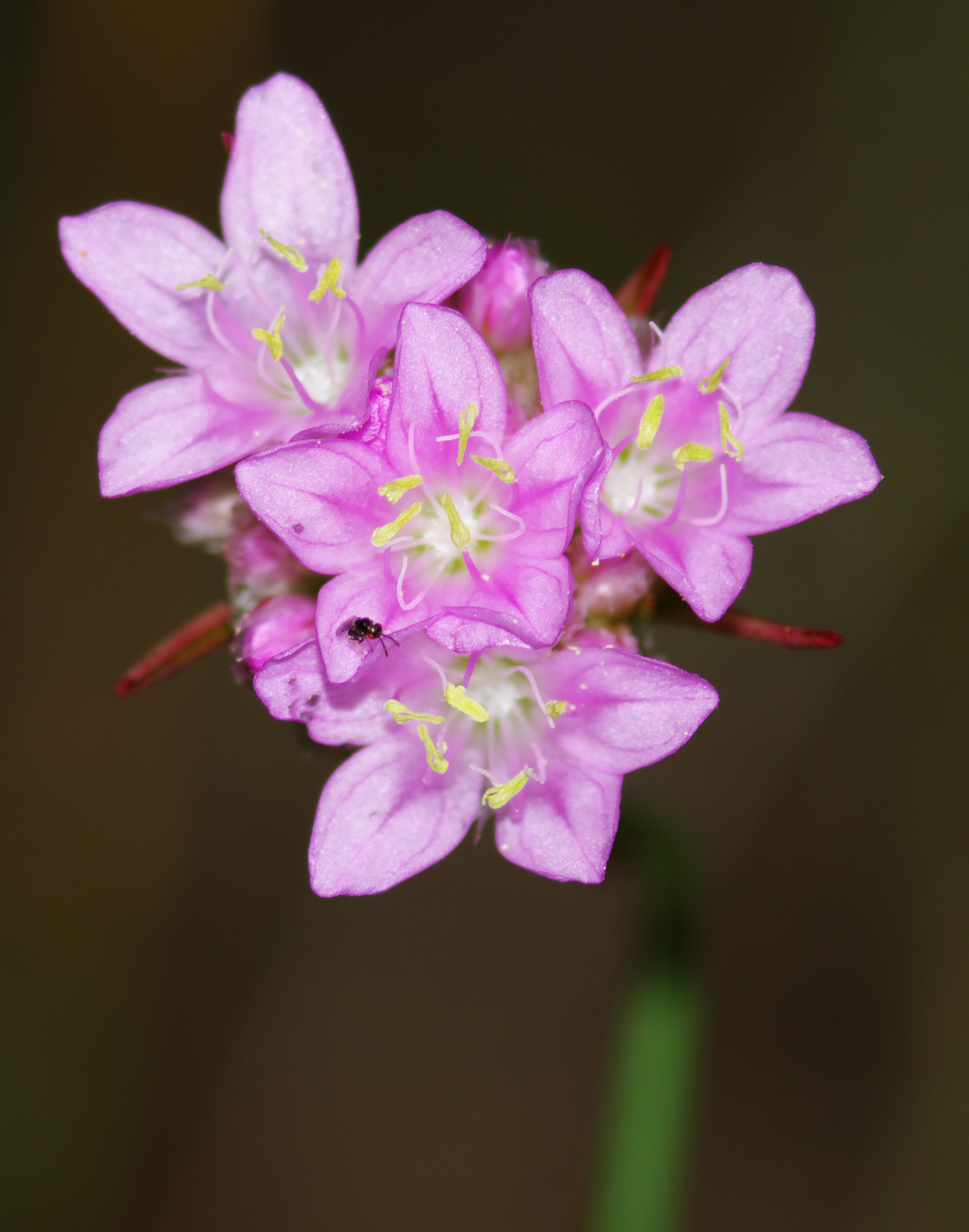
Kwiaty
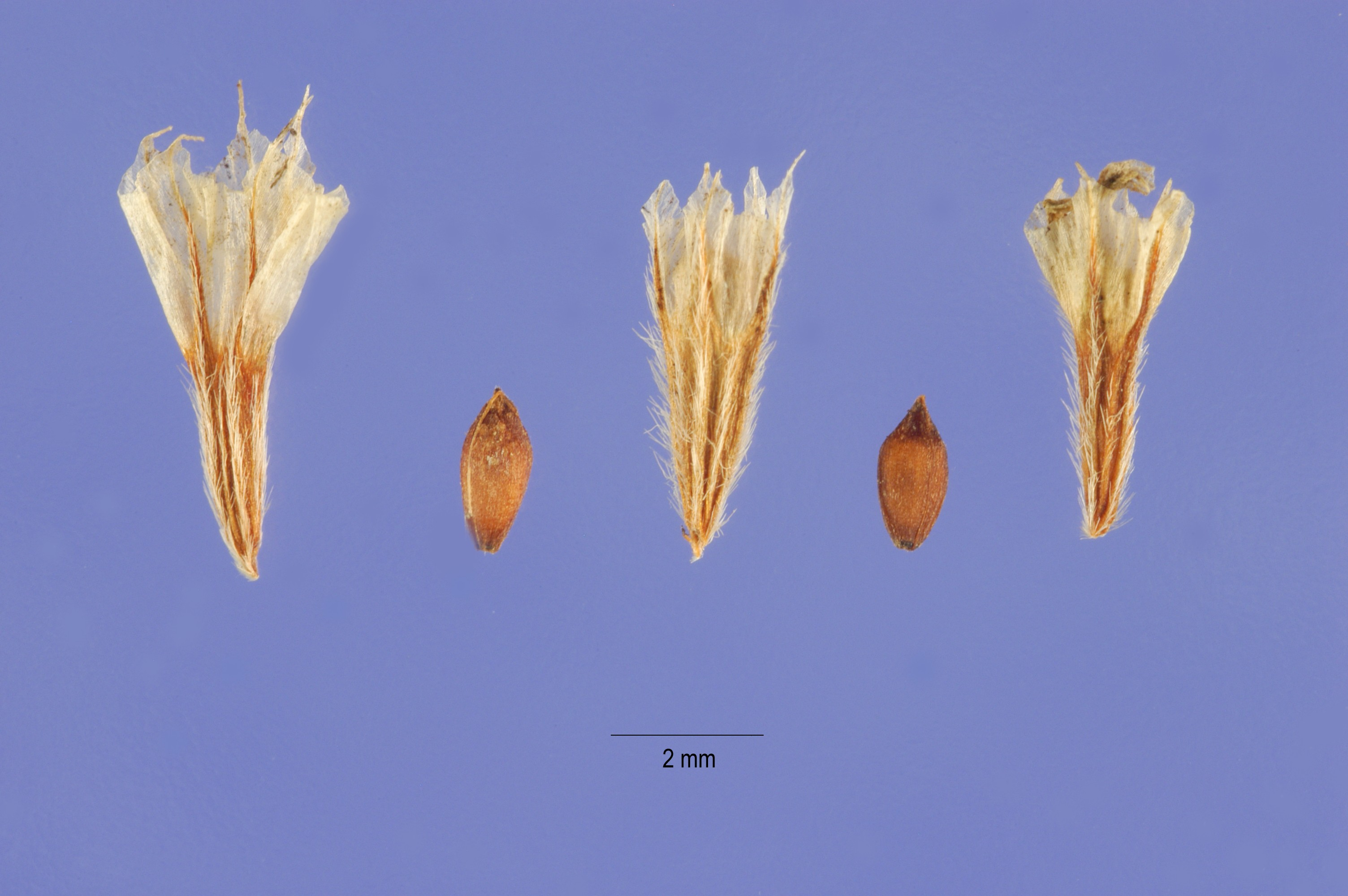
Owoce

Gatunek jest zmienny, choć różnice w morfologii poszczególnych podgatunków i form nie są tak istotne jak różnice w ich ekologii i rozmieszczeniu. 
PokrójZ prostego, podnoszącego się kłącza wyrasta rozeta liści i bezlistny, nagi lub owłosiony głąbik o wysokości od 2 do 60 cm, zakończony główką kwiatów.
LiścieRównowąskie, jednakowe, na szczycie tępe lub lekko zaostrzone, zimotrwałe. Osiągają od 0,5 do 3 mm szerokości przy długości od 1 do 15 cm. Są 1 lub 3 żyłkowe, nagie lub owłosione, zwykle przynajmniej na brzegu orzęsione.
KwiatyZebrane w główkę wyrastającej na głąbiku. U podstawy kwiatostanu znajduje się błoniasta pochwa podkwiatostanowa o długości od 0,5 do 32 mm. Sama główka kwiatowa ma od 13 do 28 mm średnicy. Wsparta jest łuskami okrywy osiągającymi od 4 do 14 mm długości, krótszymi, równymi lub dłuższymi od kwiatostanu. Łuski te są jasne, zielonkawe z jasnobrunatną obwódką, wewnętrzne lub wszystkie z suchobłoniastym brzegiem. Kielich tworzy rurkę, która wraz z ząbkami ma 5–7,5 mm długości. Rurka kielicha jest w różnym stopniu owłosiona (w całości lub tylko na żebrach), ew. naga. Ząbki na końcach kielicha są trójkątne, czasem wyciągnięte w wąs. Płatki korony są zwykle bladoróżowe, czasem jaśniejsze do białych.
OwocTorebka ukryta w trwałym kielichu. U podgatunku elongata torebka osiąga 5–5,6 mm długości i 1–1,2 mm szerokości, a u podgatunku maritima 3,2–3,8 mm długości i 1,4–1,8 mm szerokości. Nasiona osiągają ok. 2,2 mm długości i 0,8–1 mm szerokości, są gładkie, błyszczące ciemnobrązowe do czarnych u podgatunku elongata i gęsto rowkowane, brązowe u podgatunku maritima.

## Biologia

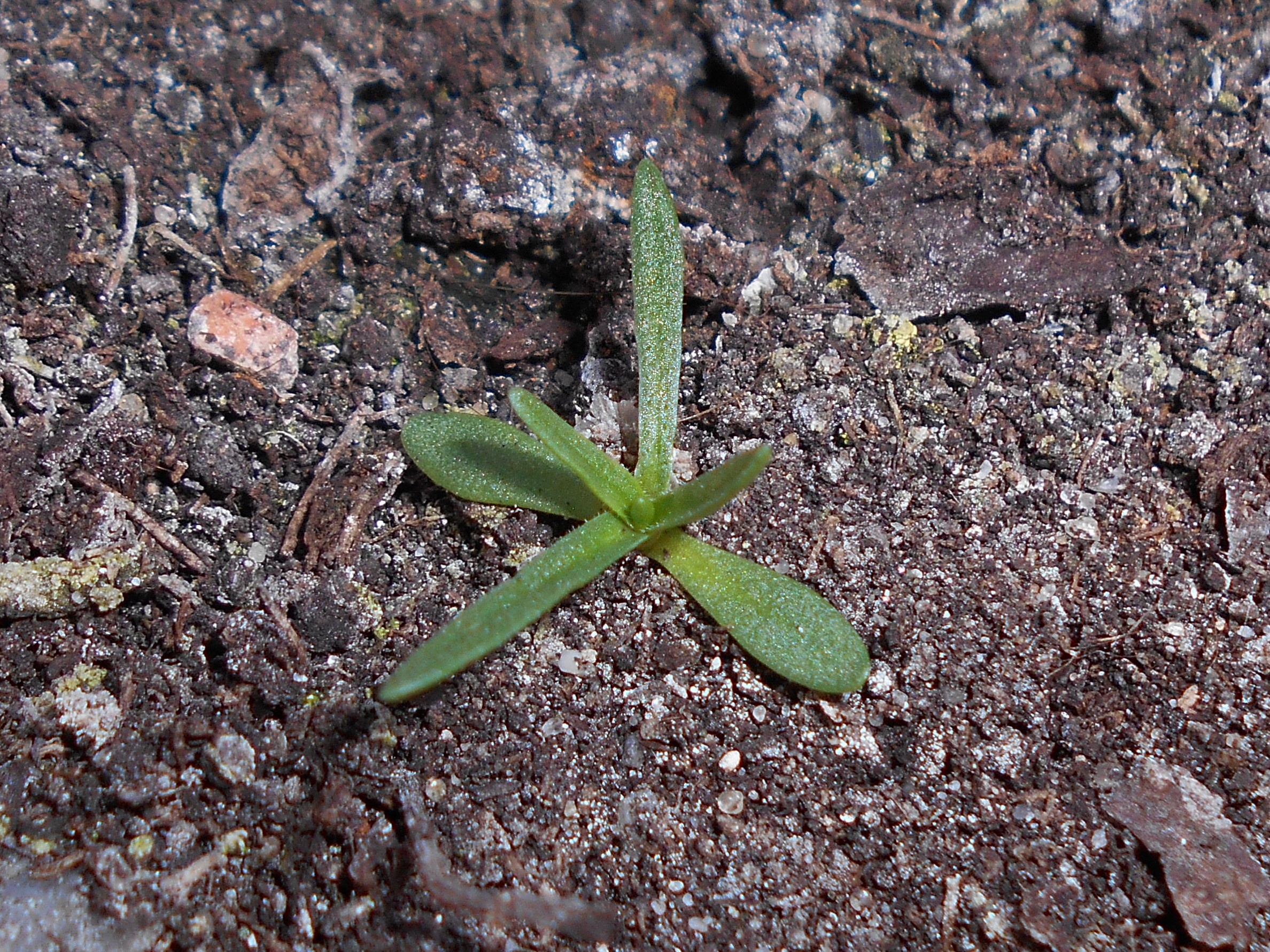
Siewka zawciągu pospolitego

Bylina tworząca wolno rosnące kępy i za pomocą kłączy z czasem także gęste dywany. Poszczególne kępy osłabiają kwitnienie po 3–4 roku życia i z czasem zamierają. Kwitnienie trwa około dwa miesiące i jego główne natężenie przypada na czerwiec, ale rozciąga się od maja do września, ew. nawet do października. Kwiaty zapylane są przez różne owady z wielu grup systematycznych (błonkoskrzydłe, muchówki, chrząszcze i motyle). Liczba chromosomów 2n=18.

## Systematyka i zmienność

### Pozycja systematyczna
Zawciąg pospolity (Armeria maritima) należy do rodzaju Armeria z plemienia Staticeae z podrodziny Staticoideae z rodziny ołownicowatych (Plumbaginaceae). W obrębie rodzaju wchodzi w skład kladu obejmującego grupę gatunków występujących w obszarze holoarktycznym z jednym przedstawicielem obecnym na południowym krańcu Ameryki Południowej. Gatunkiem o zasięgu oddzielonym wyraźną dysjunkcją jest Armeria curvifolia Bertero, który to takson bywa uważany także za podgatunek zawciągu pospolitego (Armeria maritima (Mill.) Willd. subsp. andina (Poepp. ex Boiss.) D. M. Moore & H. O. Yates) i znany jest także pod nazwą synonimiczną jako Armeria andina Poepp. ex Boiss. 
W skład kladu wspólnie z zawciągiem pospolitym wchodzi także zawciąg alpejski (A. alpina), także w niektórych ujęciach uważany za podgatunek zawciągu pospolitego (A. maritima subsp. alpina (DC.) P.Silva. Z badań sekwencji DNA wynika, że wyodrębnianie tego taksonu w randze gatunku czyni z A. maritima takson parafiletyczny, bowiem zawciąg alpejski okazuje się być siostrzanym dla podgatunku A. maritima subsp. elongata. 
Inne gatunki blisko spokrewnione z zawciągiem pospolitym to: zawciąg bałkański A. canescens (Host) Boiss., A. bubanii G.H.M.Lawr., A. pubigera (Desf.) Boiss. i A. cariensis Boiss. (syn. A. rumelica Boiss.)

### Podgatunki

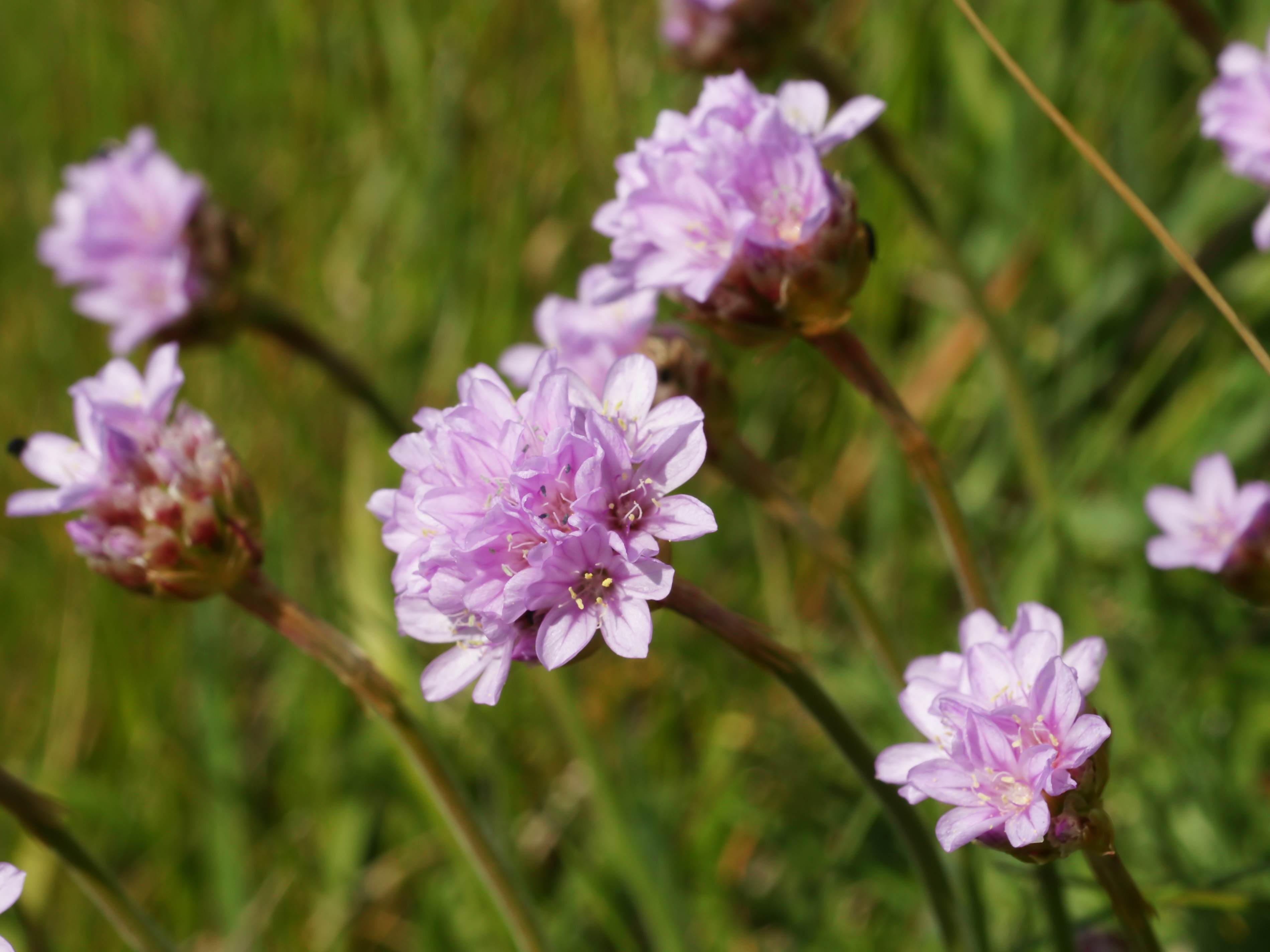
Podgatunek nominatywny
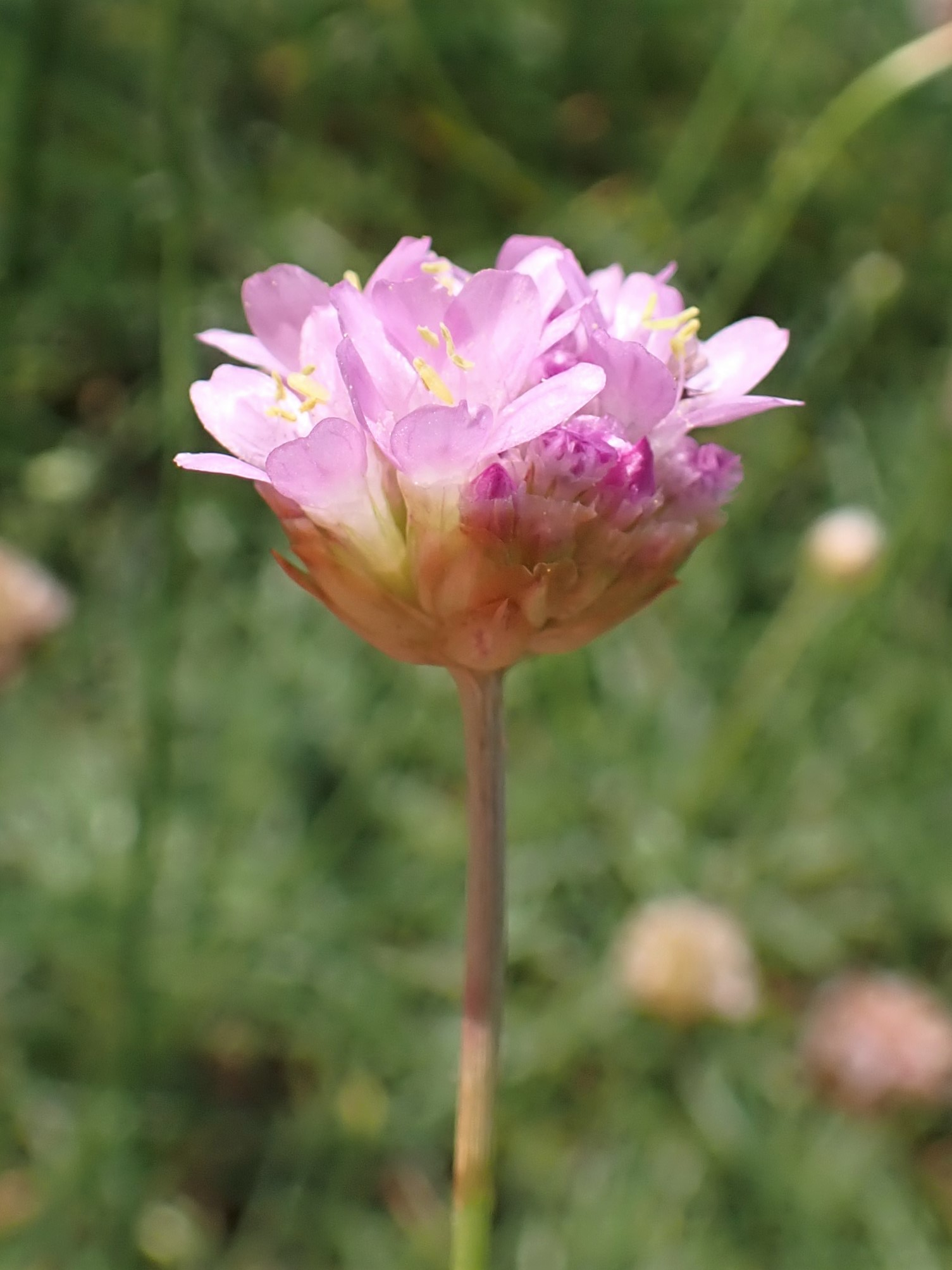
Podgatunek Hallera
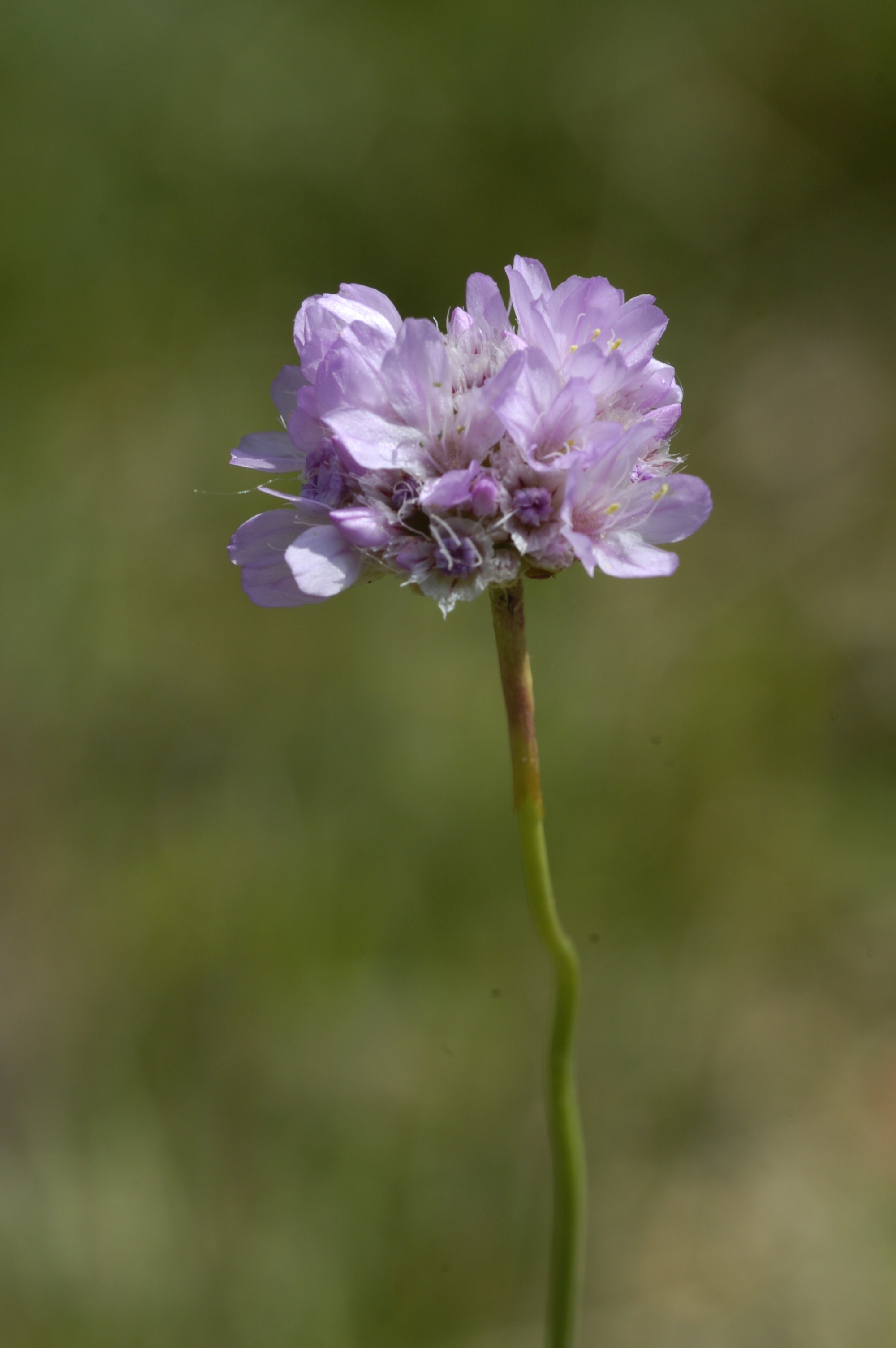
Podgatunek łyżeczkowaty
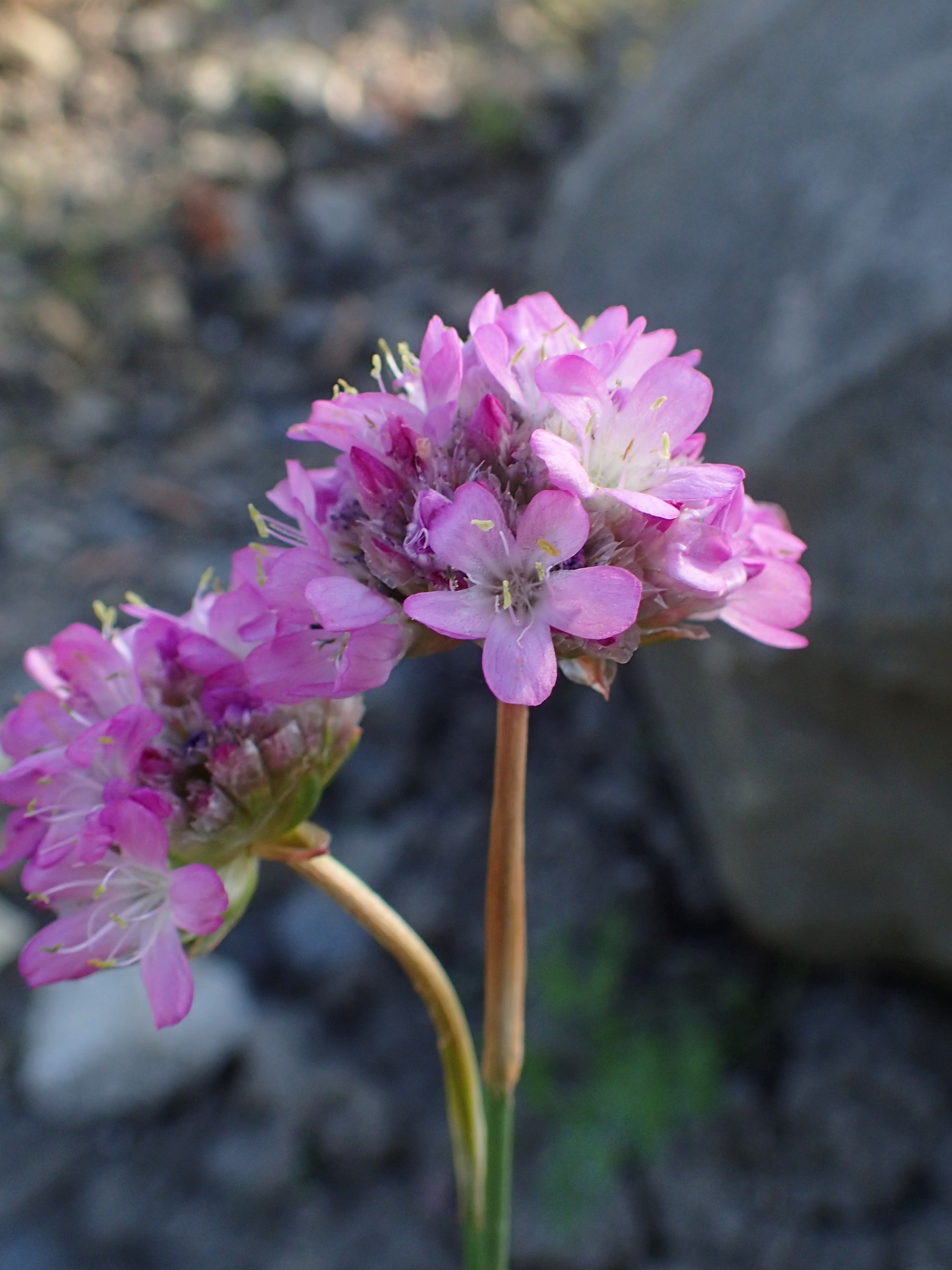
Podgatunek arktyczny

Podgatunki wyróżniane w obrębie A. maritima różnią się od siebie wymaganiami ekologicznymi i zasięgami geograficznymi, podczas gdy różnice morfologiczne są nieliczne i niezbyt wyraźne. Klasyfikację roślin w obrębie tego taksonu zbiorowego utrudnia też występowanie okazów o cechach pośrednich lub mieszanych. 
- A. maritima subsp. maritima – podgatunek nominatywny – roślina niewielka, o głąbiku osiągającym zwykle od 5 do 15 cm wysokości (rzadko do 25 cm). Głąbik jest omszony – gęsto, odstająco i krótko owłosiony. Liście mają od 2 do 6 cm długości, są mięsiste, orzęsione lub nagie, na szczycie tępe. Zewnętrzne listki okrywy kwiatostanu mają szczyt tępy (zaokrąglony), ew. zakończone są krótkim ostrzem. Zewnętrzne listki osiągają 4–5 mm długości, podczas gdy wewnętrzne mają 6–7 mm długości (to cecha taksonomiczna odróżniająca ten podgatunek od subsp. elongata[10]). Kielich owłosiony jest dookoła lub tylko na żebrach. Korona ma zwykle kolor bladoróżowy[8]. Średnica całej główki kwiatostanu wynosi od 17 do 25 mm[10].
- A. maritima subsp. californica (Boissier) A. E. Porsild (syn. A. maritima var. californica (Boissier) G. H. M. Lawrence) – posiada nagi głąbik i liście, choć te ostatnie bywają też orzęsione. Zewnętrzne listki okrywy kwiatostanu są równe lub dłuższe od główki kwiatostanu. Kielich ma owłosione tylko żebra[7].
- A. maritima subsp. elongata (Hoffm.) Bonnier (syn. A. vulgaris Willd., A. elongata (Hoffm.) Koch) – podgatunek łyżeczkowaty[6] – roślina dość okazała, o głąbiku osiągającym zwykle od 20 do 55 cm wysokości. Głąbik jest przy tym nagi lub słabo owłosiony w dolnej części. Liście osiągają do 20 cm długości przy szerokości 1–2,5 mm. Posiadają zaostrzony koniec i brzegi krótko owłosione, czasem także na nerwie, a nawet na powierzchni dolnej części liścia. Zewnętrzne listki okrywy osiągają 10–25 mm długości, są lancetowate, wyraźnie zaostrzone, na szczycie wyciągnięte w wąski ostry koniec i dłuższe od listków wewnętrznych. Długie listki okrywy wyraźnie przewyższają główkę kwiatostanu w fazie pączka, a nierzadko i podczas kwitnienia. Wewnętrzne listki okrywy mają tylko 5–10 mm długości i zazwyczaj są tępe, ew. krótko zaostrzone. Rurka kielicha ma owłosione tylko żebra[8][10].
- A. maritima subsp. halleri (Wallr.) Rothm. – podgatunek Hallera[6] – roślina niewielka i delikatna, o zwykle nagim głąbiku osiągającym 10–25 cm wysokości. Zewnętrzne listki okrywy są krótsze (4–5 mm) od wewnętrznych (5–7 mm). Zewnętrzne mają kształt jajowaty (czasem wąsko) i szczyt krótko zaostrzony, podczas gdy wewnętrzne listki mają szczyt zaokrąglony. Rurka kielicha owłosiona jest na żebrach lub także między nimi[8]. Główka kwiatostanu drobna, osiąga od 10 do 15, rzadko do 17 mm średnicy[10]. Rośliny występujące na glebach bogatych w metale ciężkie i opisywane jako podgatunek Hallera stanowią najwyraźniej grupę polifiletyczną. Populacje zaliczane do tego taksonu wyodrębniły się bowiem najwyraźniej z macierzystego podgatunku łyżeczkowatego (A. maritima subsp. elongata) w wyniku wielokrotnych kolonizacji siedlisk o wysokiej zawartości metali[21].
- A. maritima subsp. interior (Raup) Porsild – wyróżnia się całkiem nagimi liśćmi, głąbikiem i kielichem. Pochwa podkwiatostanowa równa jest połowie średnicy główki lub osiąga do 3/4 jej średnicy[7].
- A. maritima subsp. purpurea (Koch) Á.Löve & D.Löve – podgatunek purpurowy[6] – posiada nagie liście i głąbik, liście są cienkie i niemięsiste. Korona kwiatowa ma barwę różowopurpurową[13].
- A. maritima subsp. sibirica (Turczaninow ex Boissier) Nyman (syn. A. sibirica Turczaninow ex Boissier, A. arctica (Chamisso) Wallroth, A. labradorica Wallroth) – podgatunek arktyczny[6] – liście i głąbik kwiatostanowy bywają nagie lub owłosione. Pochwa podkwiatostanowa osiąga długość równą połowie średnicy główki lub do 3/4 jej średnicy. Kielich owłosiony jest dookoła lub tylko na żebrach[7].

### Odmiany uprawne

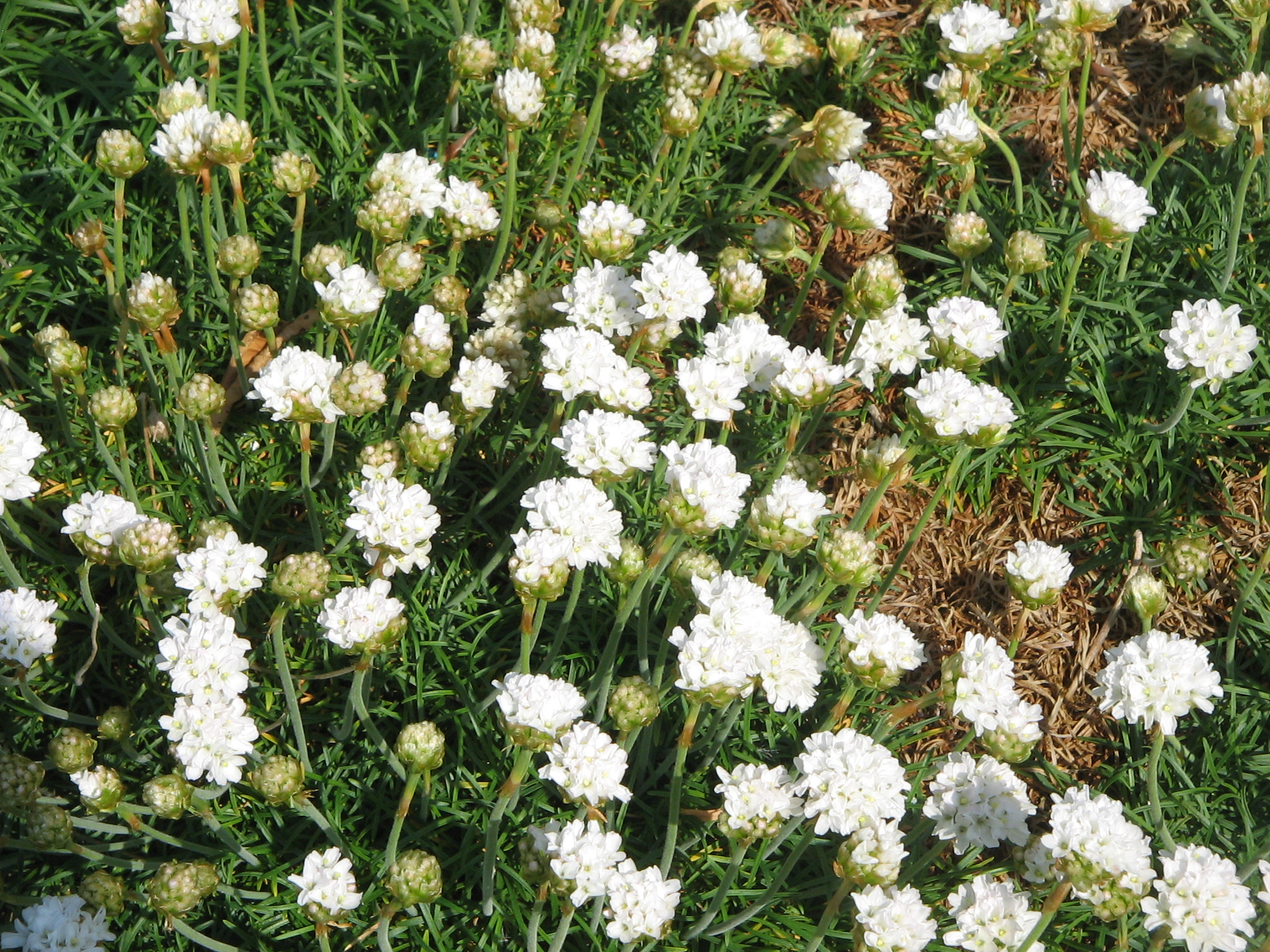
Odmiana 'Alba'
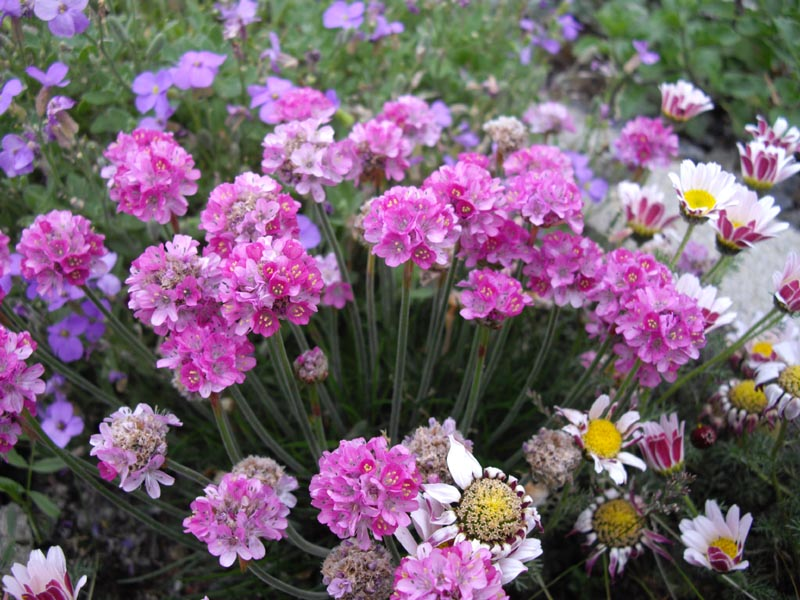
Odmiana 'Koster'
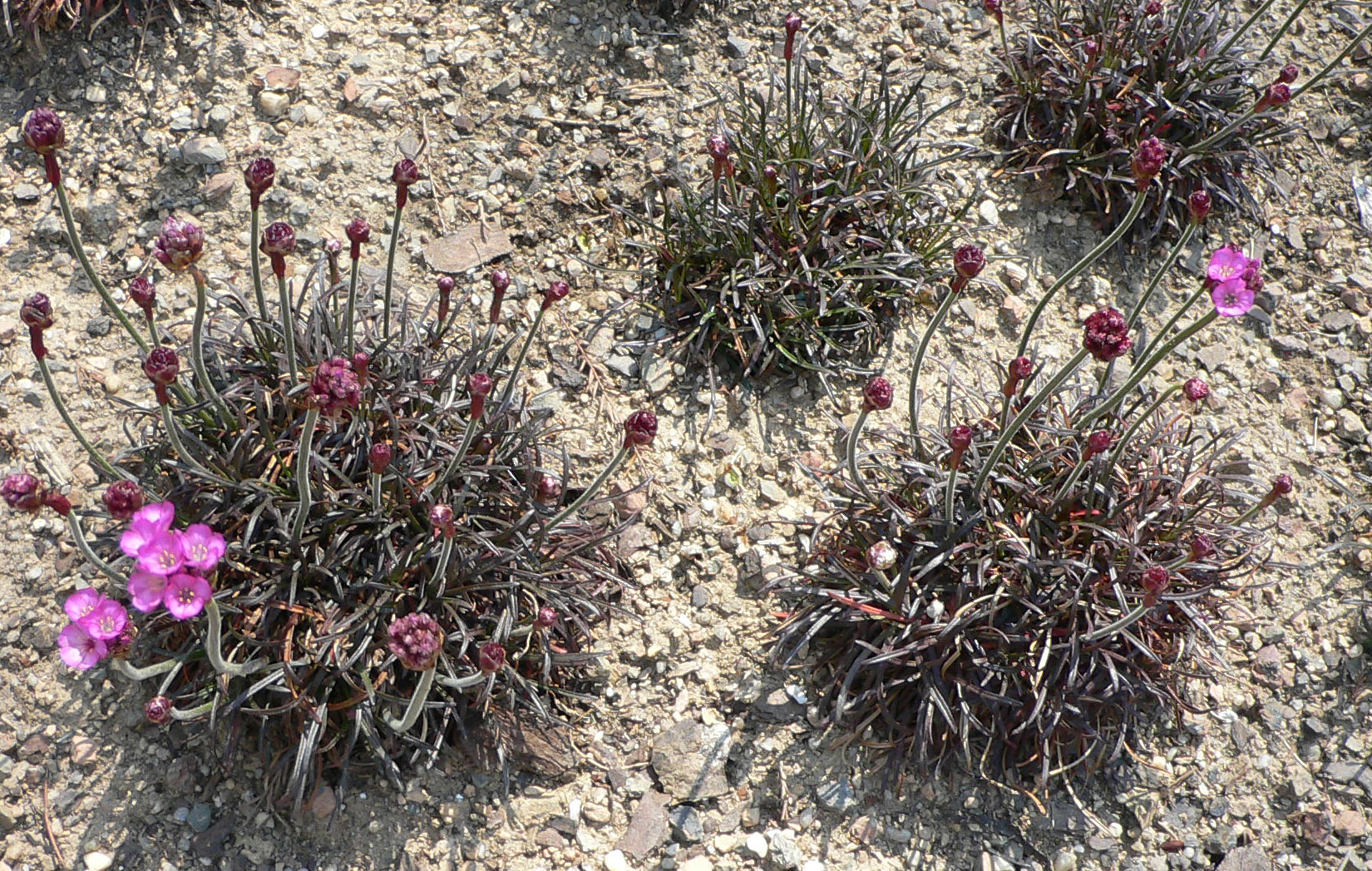
Odmiana czerwonolistna

Wyhodowano szereg odmian uprawnych (kultywarów) zawciągu pospolitego pochodzących od podgatunku nominatywnego. Przykłady:
- 'Alba' – kwiaty niewielkie, o barwie białej,
- 'Düsseldorfer Stolz' – kępy niewielkie, bardzo zwarte, karminowoczerwone kwiaty także w ciasnych główkach,
- 'Glory of Holland' – kwiaty jasnoróżowe,
- 'Laucheana' – kwiaty żywo zabarwione, lśniące, różowe,
- 'Little Penny' – kwiaty intensywnie czerwone, rozwijają się wiosną, latem czasem kwitnienie się powtarza, liście purpurowo nabiegłe,
- 'Rubrifolia' – liście purpurowo nabiegłe, brązowiejące jesienią,
- 'Splendens' – kępy liści bardzo zwarte, kwiaty różowoczerwone w dużych, kulistych główkach, kwitnienie wiosną, rzadko powtarzane jest latem,
- 'Vindictive' – kwiaty żywo zabarwione karminowopurpurowe.

## Ekologia

### Siedlisko

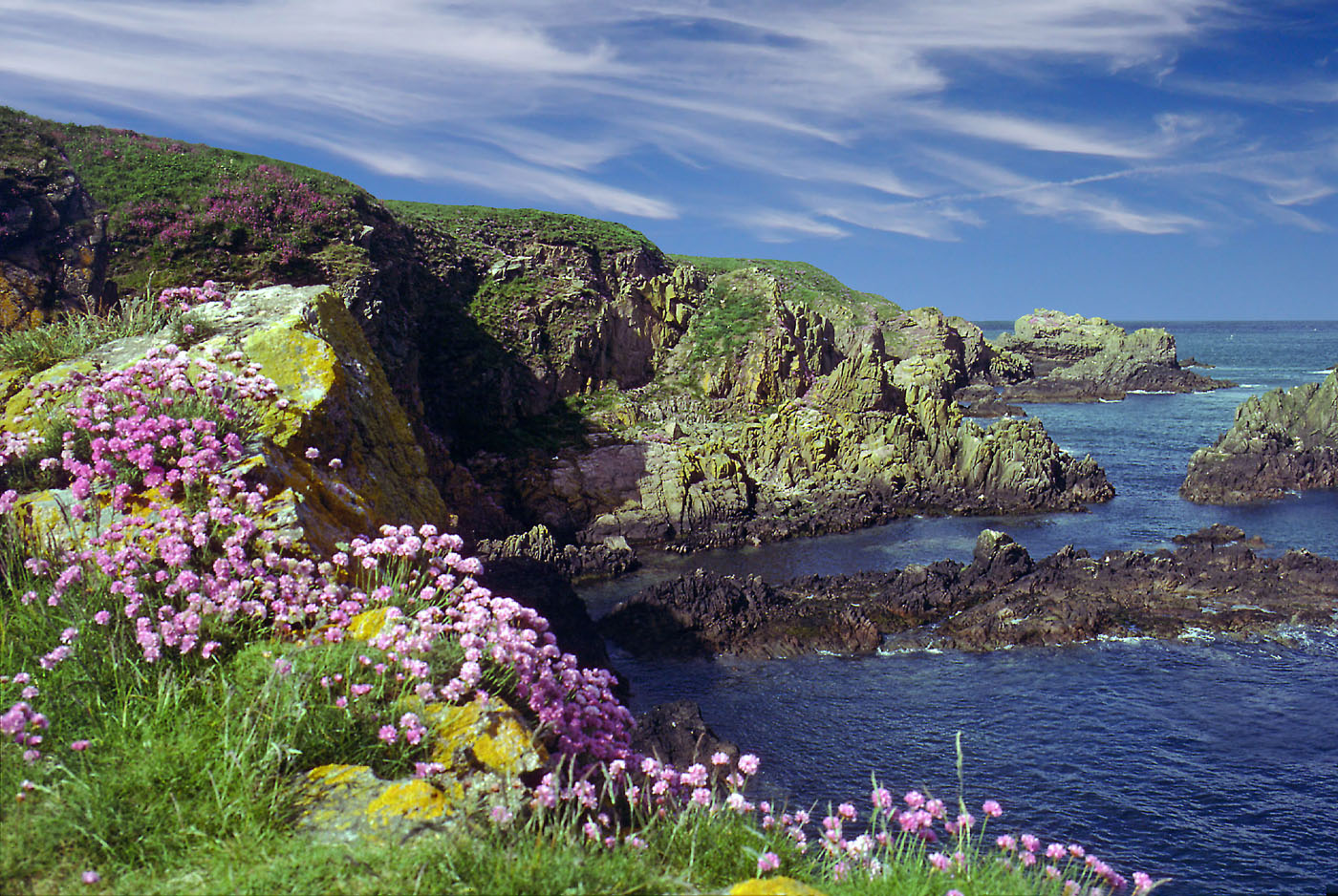
Zawciąg pospolity na wybrzeżu Szkocji

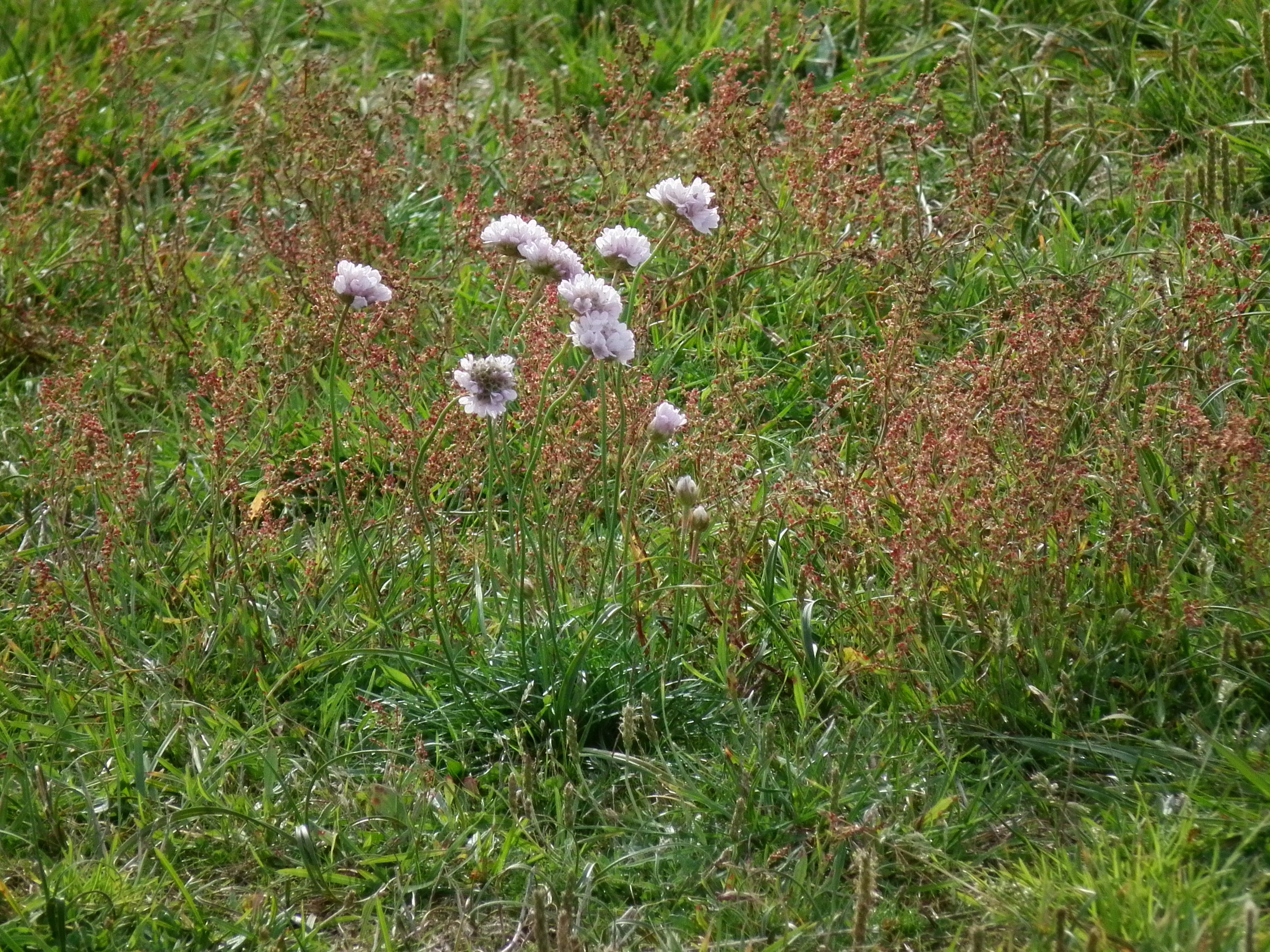
Zawciąg pospolity typowy na słonej łące na fryzyjskiej wyspie Juist

Poszczególne podgatunki różnią się wybitnie charakterem ekologicznym.
- A. maritima subsp. maritima – jest taksonem charakterystycznym dla słabo halofilnych wilgotnych łąk Armerion maritimae, z poziomem wody niżej położonym niż w przypadku słonych łąk mannicowych Puccinellion maritimae, spotykanych zwykle na obrzeżach solnisk[26].
- A. maritima subsp. californica – rośnie wzdłuż brzegów morskich, zarówno na skałach jak i na piaskach, na klifach i na wydmach[7].
- A. maritima subsp. elongata – jest taksonem charakterystycznym dla zwartych i dość bogatych florystycznie muraw napiaskowych ze związku Vicio lathyroidis-Potentillion argenteae, zajmujących siedliska pośrednie między murawami napiaskowymi na ubogich piaskach i łąkami świeżymi[26].
- A. maritima subsp. halleri – jest taksonem charakterystycznym dla muraw galmanowych (roślina galmanowa) z zespołu Armerietum halleri wykształcających się na naturalnym i antropogenicznym podłożu budowanym ze skał bogatych w metale ciężkie[26]. Metale ciężkie akumulowane są przez rośliny z tego podgatunku w apoplaście[27] oraz wakuolach[28] korzeni. Przed wprowadzeniem tych związków do tkanek przewodzących i dalszych części rośliny chroni blokada w postaci aktywnego transportu związków mineralnych przez endodermę korzenia do walca osiowego[27]. Metale wydzielane są poprzez ich akumulację w starszych, odrzucanych liściach[27].
- A. maritima subsp. interior – stwierdzony na wydmach piaszczystych i w miejscach żwirowych[7].
- A. maritima subsp. sibirica – rośnie w tundrze w miejscach żwirowych, na terenach zalewowych, na wybrzeżach morskich i brzegach jezior, w wyższych położeniach na łąkach górskich (osiąga do 1200 m n.p.m.)[7]

### Oddziaływania międzygatunkowe i choroby
Na zawciągu pospolitym rozwija się przedstawiciel rdzy (Pucciniomycetes ) – Uromyces armeriae. Zawciąg jest też rośliną żywicielską dla larw chrząszcza Sibinia sodalis i dorosłych okazów zmróżki żółtawej (Cryptocephalus fulvus). Sok z zawciągu spijany jest przez nimfy i dorosłe pluskwiaki – bodzika nadmorskiego (Beosus maritimus).

## Zastosowania
Zawciąg pospolity uprawiany jest jako roślina ozdobna, zwłaszcza w ogrodach skalnych, poza tym stosowana na obwódki, rabaty, skarpy, murki kwiatowe. Gatunek uprawiany jest co najmniej od roku 1587. Od niego też pochodzi większość odmian (kultywarów) zawciągów ozdobnych. Głąbiki z kwiatostanami mogą być używane jako kwiaty cięte. 
Podgatunek A. maritima subsp. elongata jest charakterystyczny dla muraw użytkowanych jako mało wartościowe pastwisko sezonowe. Liście zawciągu po ugotowaniu są jadalne, prawdopodobnie jadalne są też kłącza.
Roślina ma ograniczone zastosowanie w ziołolecznictwie – odnotowano stosowanie suszonego ziela kwitnącego w leczeniu otyłości, zaburzeń psychicznych i zapaleń cewki moczowej. Ziele ma mieć właściwości aseptyczne, jednak nie należy stosować go zewnętrznie, ponieważ może powodować podrażnienia i schorzenia skóry. 

## Uprawa
Roślina mało wymagająca. Według niektórych źródeł całkowicie zimotrwała, inne wskazują na niższą odporność na mrozy odmian pochodzących od podgatunku nominatywnego (nadmorskiego) i konieczność okrywania ich zimą (rośliny mogą być uprawiane do 4 strefy mrozoodporności). Dobrze rośnie na stanowiskach eksponowanych na wiatr i znosi susze. Najlepiej rośnie na glebach lekkich i suchych oraz w miejscach słonecznych. Zawciąg rozmnaża się z nasion wysiewanych wiosną lub przez podział kęp przed lub po kwitnieniu. Nasiona przed wysiewem dobrze jest namoczyć przez 8 godzin w ciepłej wodzie. Co kilka lat konieczne jest odmładzanie roślin ze względu na osłabianie kwitnienia i zamieranie. Usuwanie głąbików z przekwitłymi kwiatostanami stymuluje roślinę do ponownego kwitnienia. Przy sadzeniu roślin zachować należy odstęp między nimi 25–30 cm.

## Obecność w kulturze

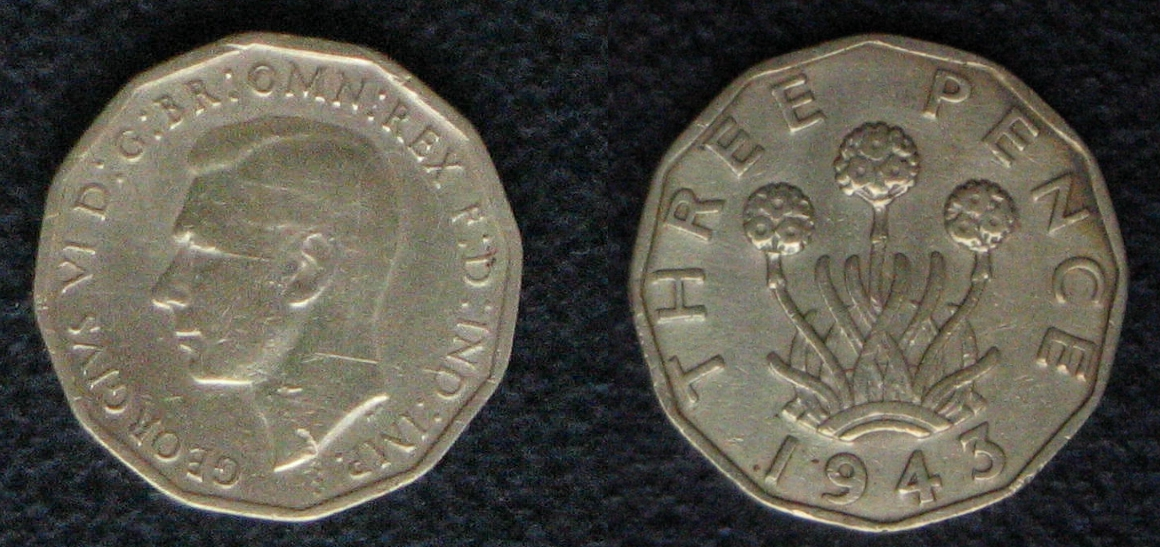
Zawciąg pospolity na rewersie monety trójpensowej z 1943

Zawciąg pospolity symbolizuje współczucie. Stosowany jest podczas uroczystości pogrzebowych.